# Sarandë

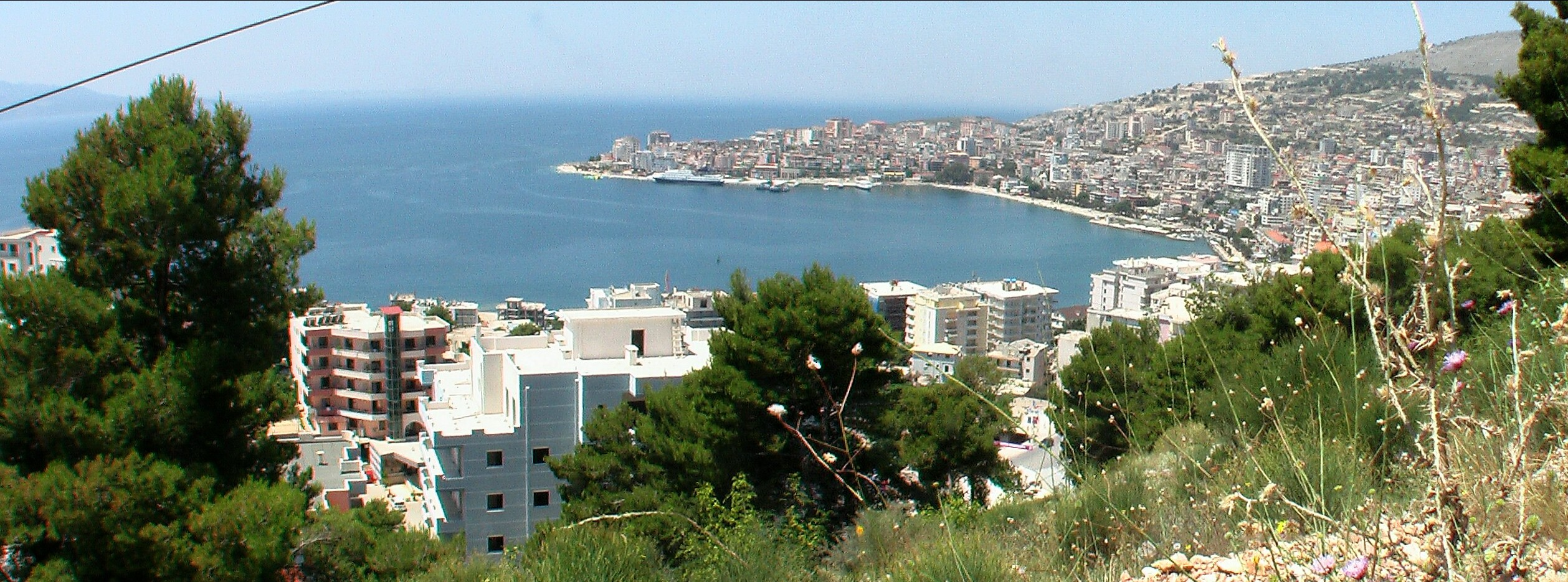
Panorama de Sarandë

Sarandë o Saranda (en grec Άγιοι Σαράντα i en italià Santi Quaranta) és una ciutat situada al sud d'Albània, i és un dels punts de referència de la zona sud del país juntament amb Gjirokastër, una de les grans atraccions.
Sarandë forma part de la regió coneguda com a Ribera albanesa, convertint-se en l'extrem més el sud d'aquesta. De fet, és un dels punts costaners més importants i diàriament hi ha transport amunt i avall des d'altres països com poden ser Itàlia.
Dins de la comunitat albanesa, ha passat a ser coneguda com un els atractius turístics de la mateixa població autòctona, per les seves platges i la poca semblança amb les regions interiors. D'altra banda, cal destacar també que es troba molt a prop de Butrot, la ciutat en ruïnes, que és un altre dels reclams turístics, i també de l'illa grega de Corfú.
Té una població de 22,613 habitants i una superfície de 29.12 km2 segons cens del 2023. D'aquest total, un 17% són d'origen grec, considerant Sarandë com una de les poblacions albaneses amb més població grega, a causa de la seva proximitat a la frontera de Grècia.